# Hoplia harpagon
Hoplia harpagon är en skalbaggsart som beskrevs av Leon Fairmaire 1887. Hoplia harpagon ingår i släktet Hoplia och familjen Melolonthidae. Inga underarter finns listade i Catalogue of Life.